# Decimoséptima Cumbre BRICS 2025
La Reunión Cumbre de los BRICS del año 2025 será la decimoséptima cumbre anual del BRICS, que se celebrará en Río de Janeiro, Brasil, los días 6 y 7 de julio de 2025.

## Fondo
Entre el 28 y el 29 de abril de 2025 se celebró en Río de Janeiro (Brasil) una reunión de ministros de Asuntos Exteriores de los miembros, antes de la cumbre de líderes. Los ministros no lograron emitir una declaración conjunta, pese a ello expresaron su preocupación por el aumento de las prácticas comerciales proteccionistas de la administración Trump en Estados Unidos.

## Líderes esperados

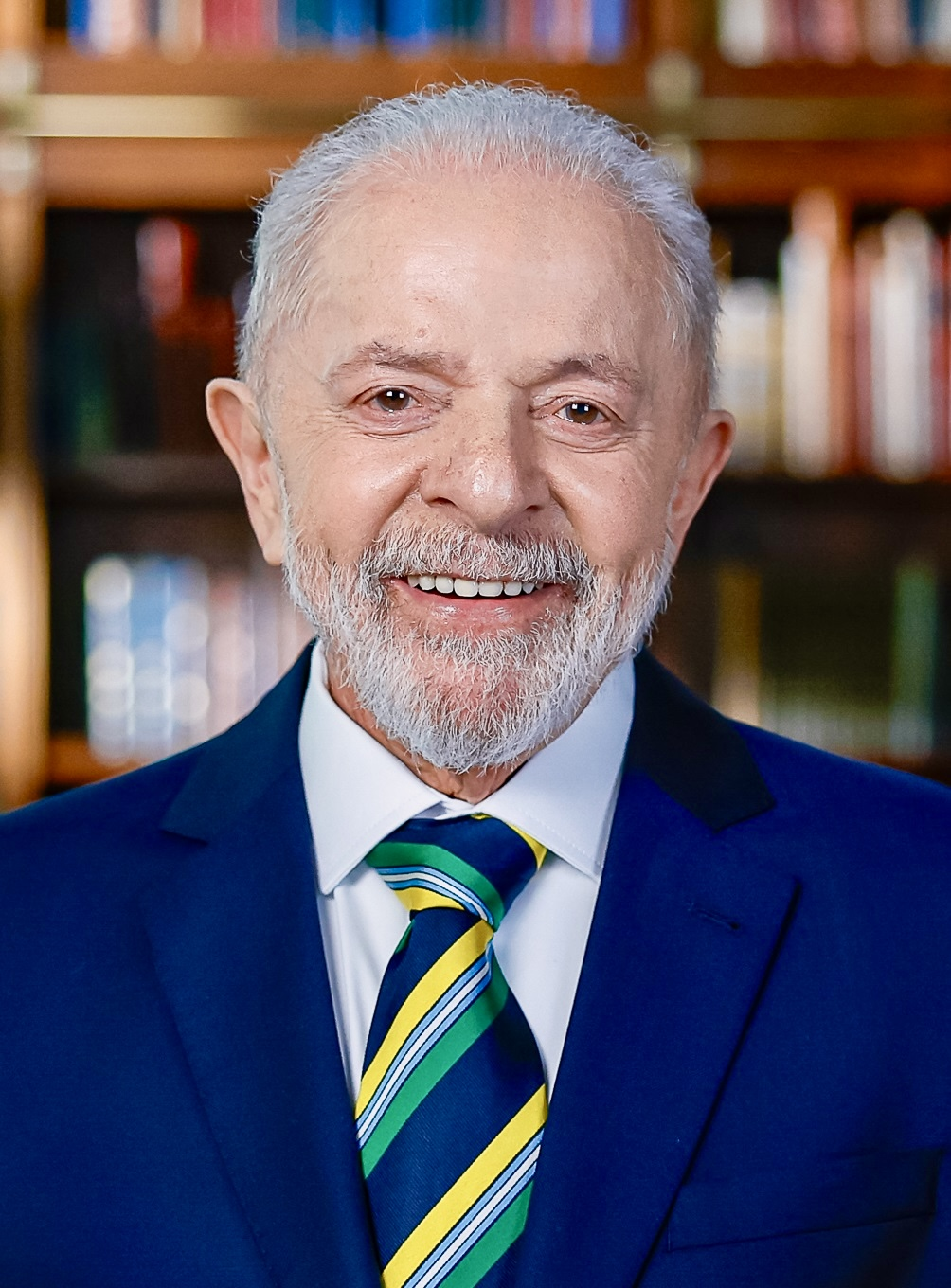
Brasil Luiz Inácio Lula da Silva, Presidente (anfitrión)
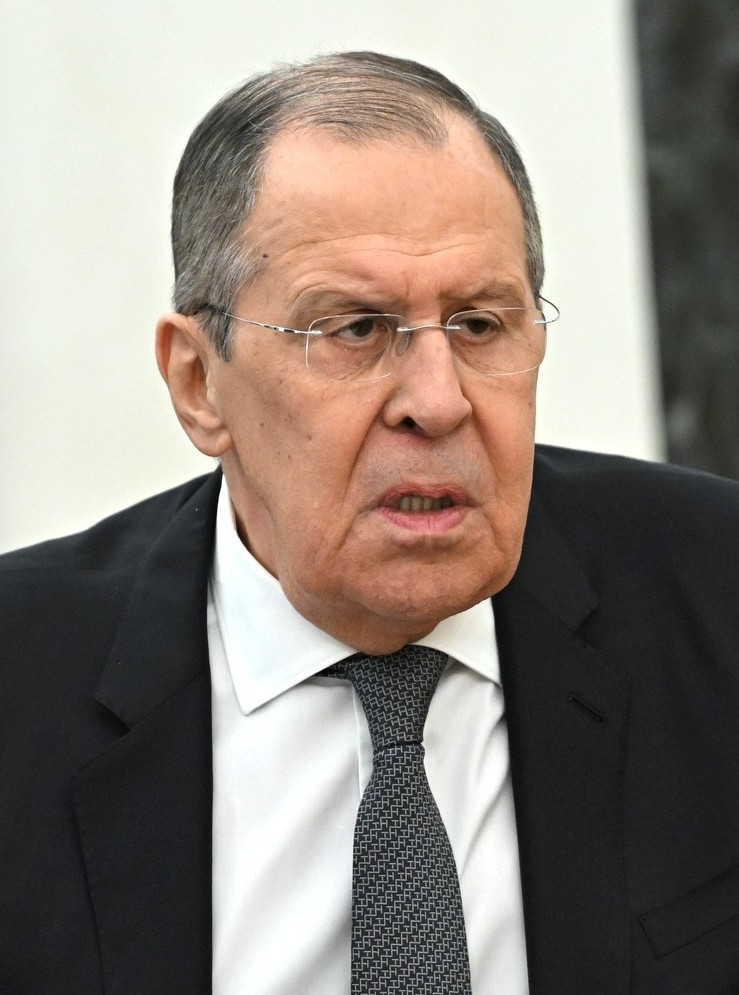
RUS Sergei Lavrov, Ministro de Asuntos Exteriores
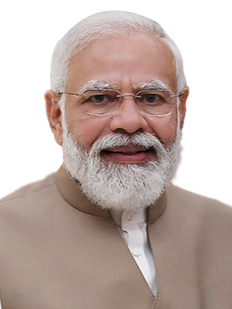
IND Narendra Modi, primer ministro
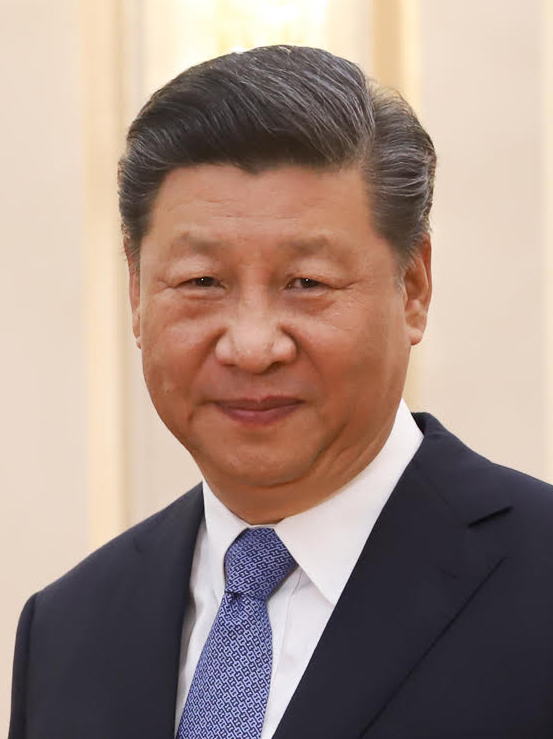
CHN Xi Jinping, Secretario General del Partido Comunista Chino y Presidente
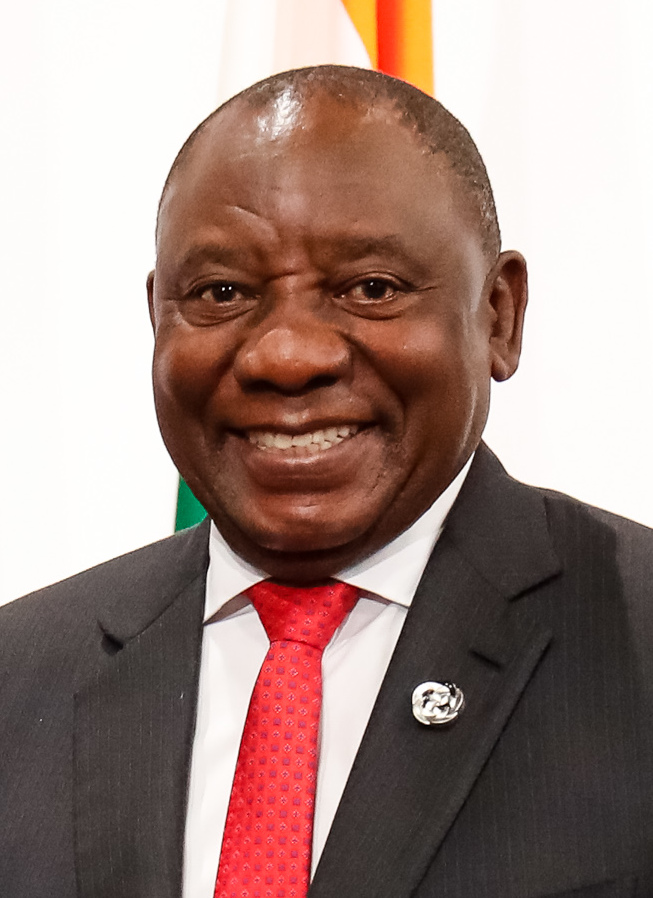
ZAF Cyril Ramaphosa, Presidente
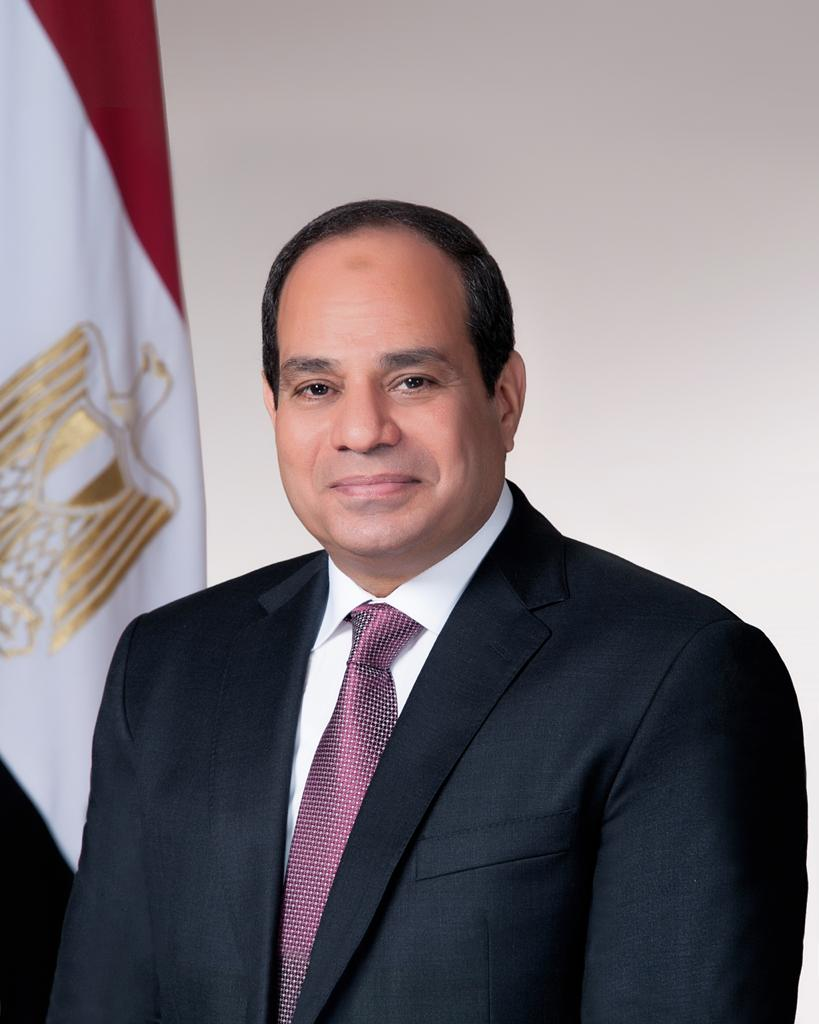
EGY Abdel Fattah El-Sisi, presidente
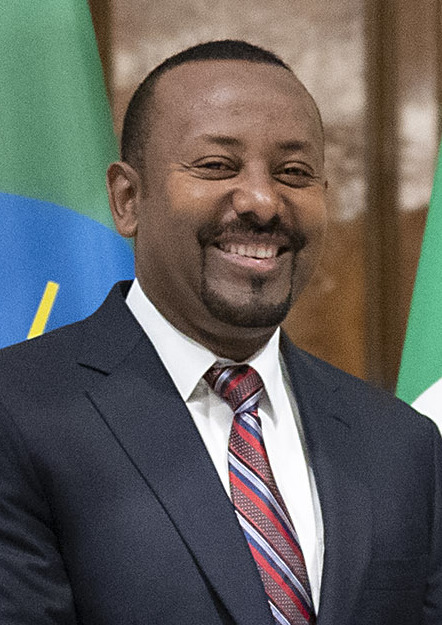
ETH Abiy Ahmed, Primer Ministro
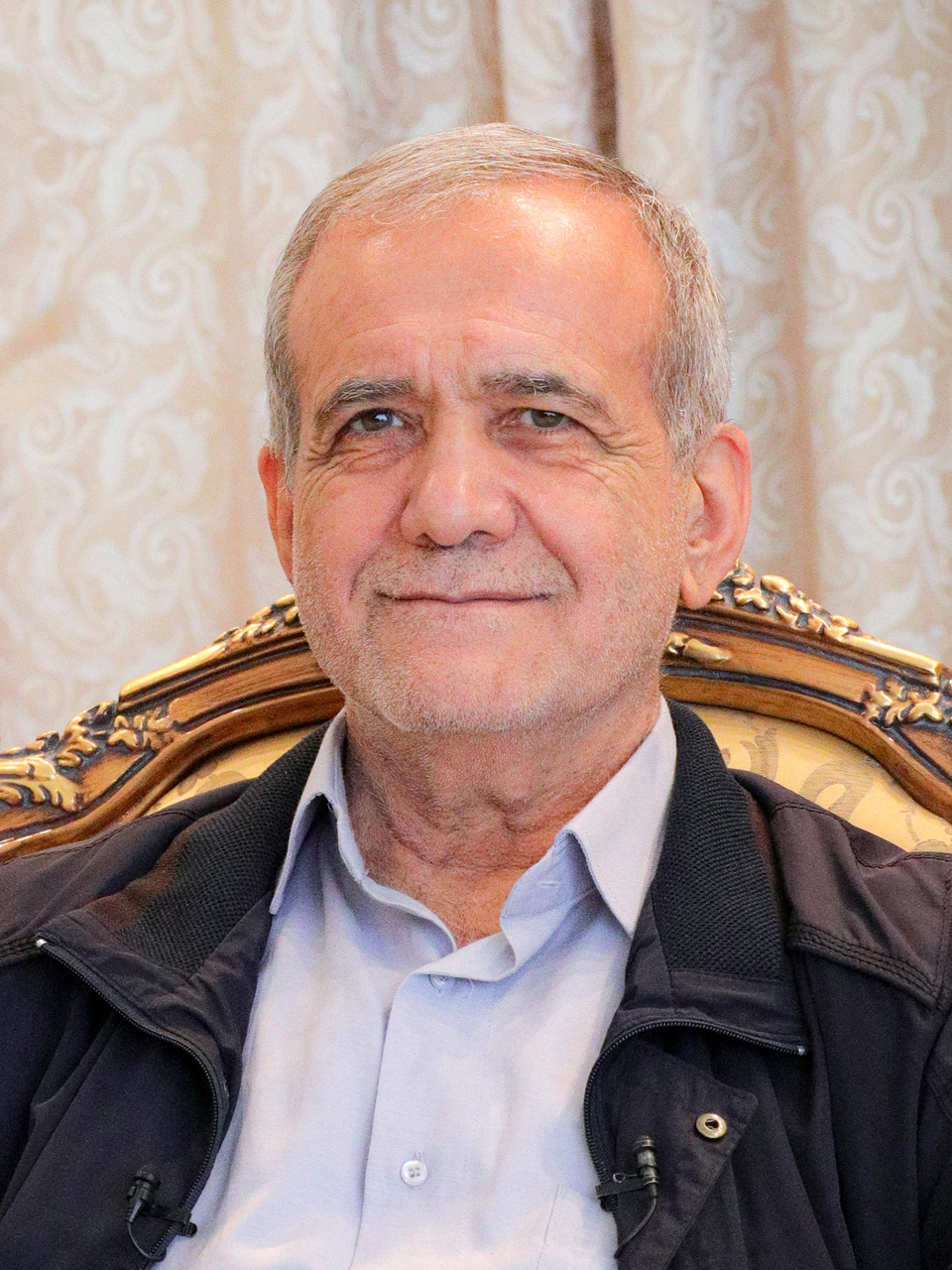
IRN Masoud Pezeshkian, Presidente
IDN Prabowo Subianto, Presidente
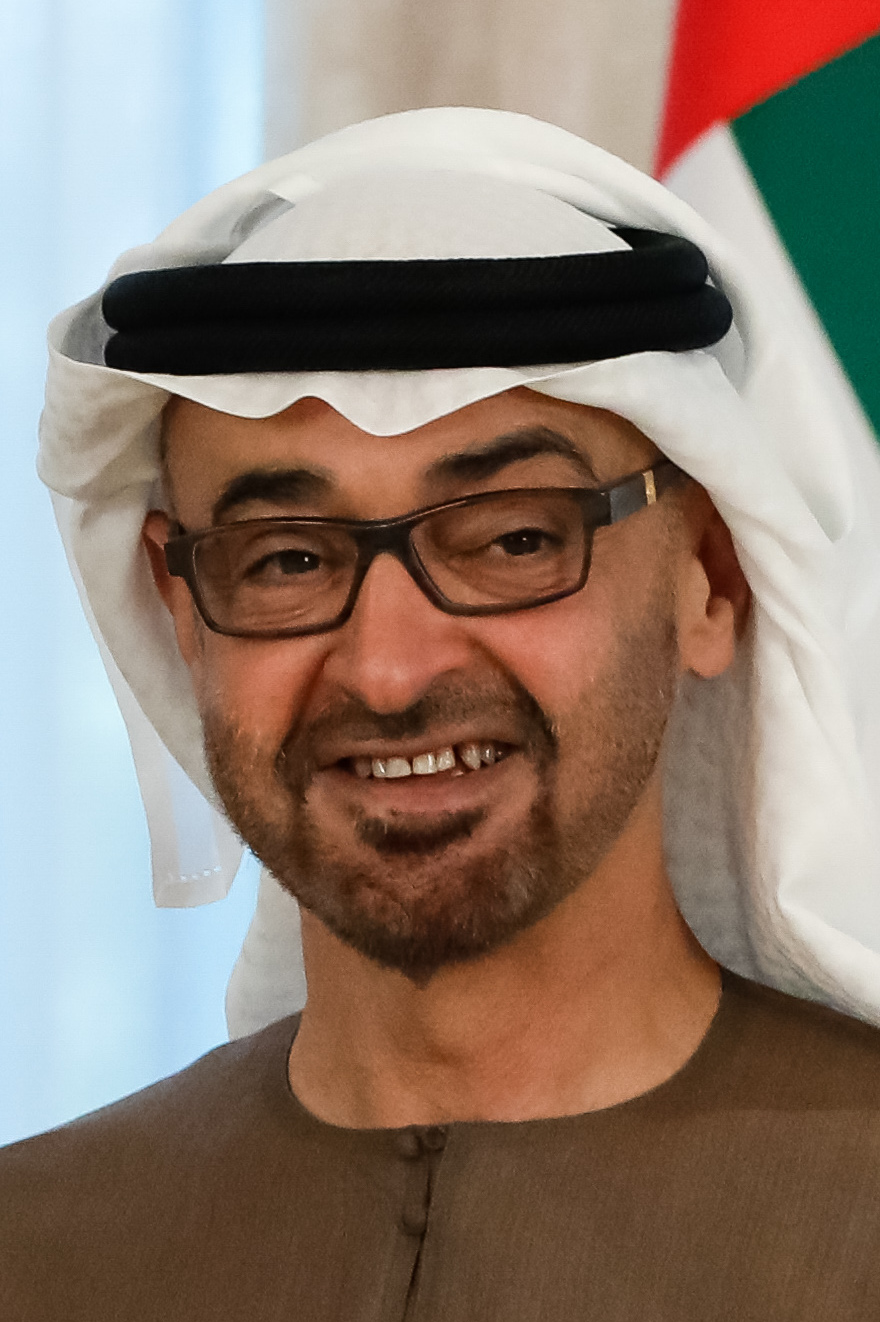
ARE Mohammed bin Zayed Al Nahyan, Presidente

- Brasil

 Luiz Inácio Lula da Silva, Presidente (anfitrión)
- Rusia

 Sergei Lavrov, Ministro de Asuntos Exteriores [6]
- India

 Narendra Modi, primer ministro
- China

 Xi Jinping, Secretario General del Partido Comunista Chino y Presidente
- Sudáfrica

 Cyril Ramaphosa, Presidente
- Egipto

 Abdel Fattah El-Sisi, presidente
- Etiopía

 Abiy Ahmed, Primer Ministro
- Irán

 Masoud Pezeshkian, Presidente
- Indonesia

 Prabowo Subianto, Presidente
- EAU

 Mohammed bin Zayed Al Nahyan, Presidente